# Reformierte Kirche Champfèr

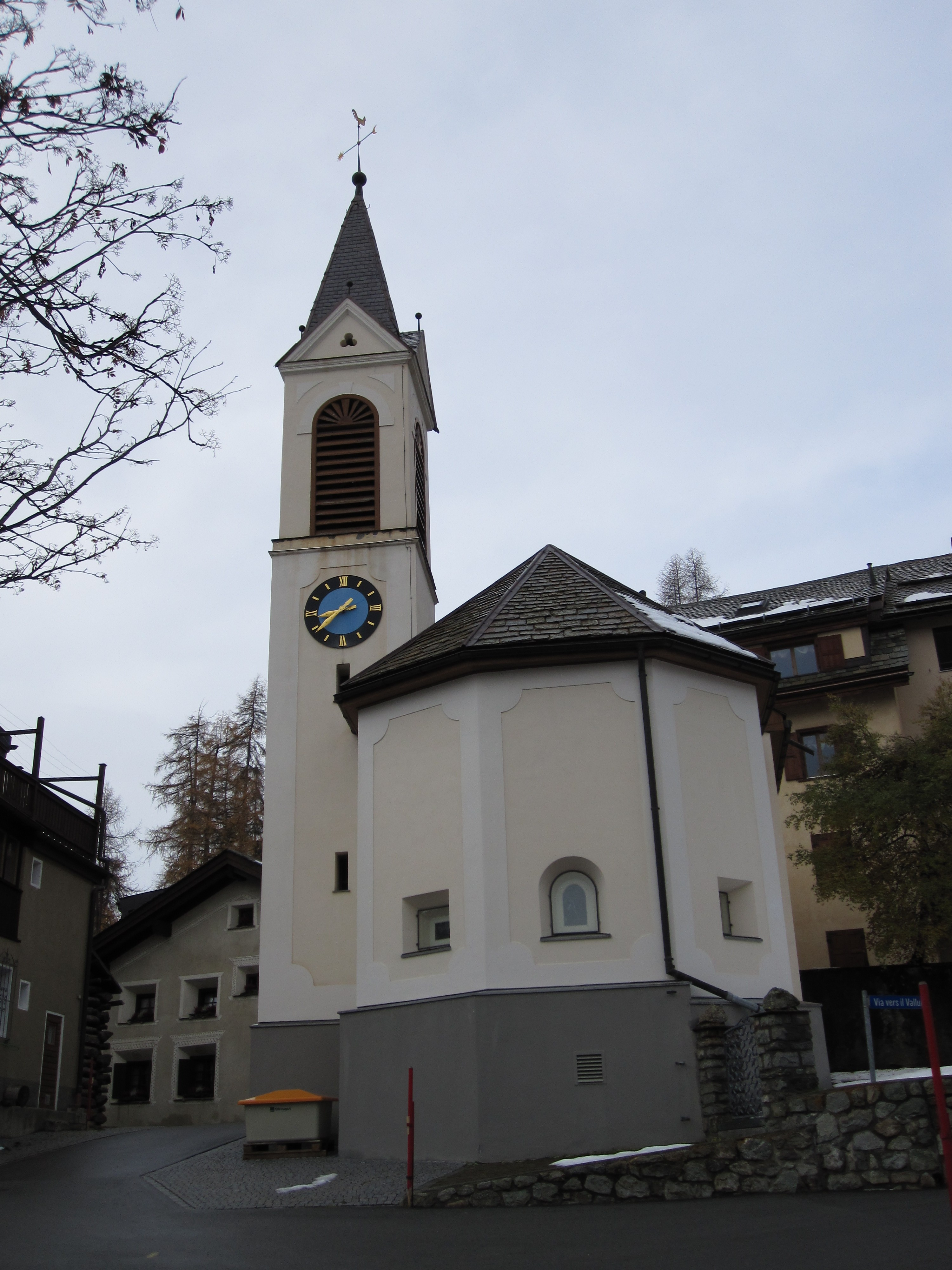
Aussenansicht

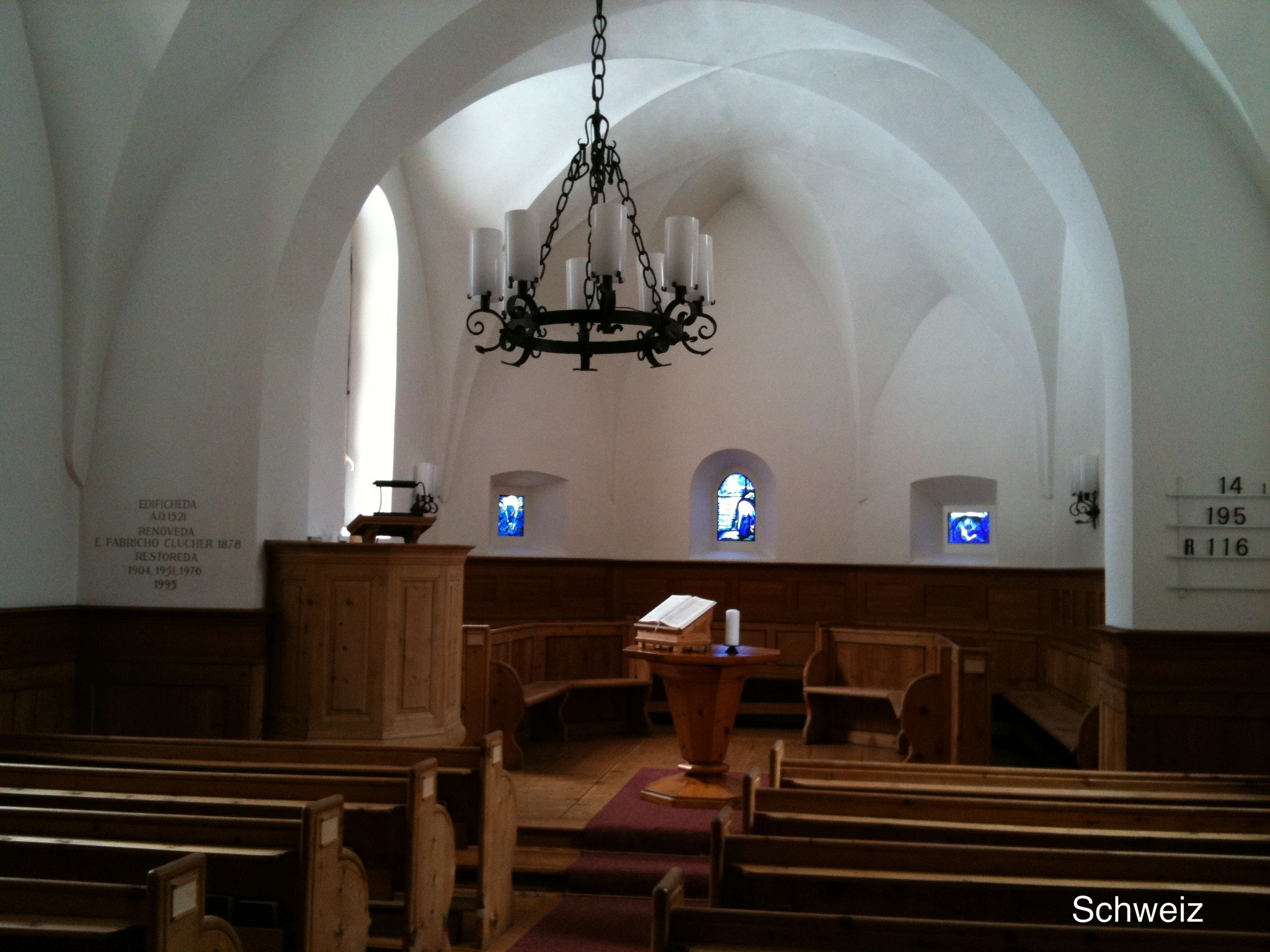
Blick in den Chor

Die reformierte Kirche in Champfèr im Oberengadin ist ein evangelisch-reformiertes Gotteshaus unter dem Denkmalschutz des Kantons Graubünden.
Die Kirche stand bei ihrer Gründung unter dem Patrozinium des heiligen Rochus (auch gebräuchlich Rocchus) und wird deshalb auch St. Rocchus-Kirche genannt. 

## Geschichte und Ausstattung
Die Kirche wurde 1521 in den Anfangsjahren der Reformation, doch noch vor deren Annahme in Champfèr, im Stil der Spätgotik und mit Ostung des Chores errichtet.
Im Kircheninneren weist der Chor drei kleine Fenster mit Glasmalereien von Ernst Rinderspacher auf. Zu sehen sind die Motive der Gottesmutter-Verkündigung des Engels an Maria, die Abnahme des toten Jesus vom Kreuz am Karfreitag und der Auferstehung Jesu.
In der Mitte des Chores steht ein Taufstein, der auch als Abendmahlstisch genutzt wird. Die polygonale Kanzel ohne Schalldeckel ist links am zweistufigen Aufgang zum Chor angebracht. 
Im Turm hängen zwei Glocken der Glockengiesserei Theus, Felsberg aus den Jahren 1878 und 1893. 

## Kirchliche Organisation
Die Evangelisch-reformierte Landeskirche Graubünden führt Champfèr als eine Predigtstätte der Kirchgemeinde Oberengadin (romanisch: Baselgia evangelica-refurmeda Engiadin'Ota), umgangssprachlich Refurmo.

## Galerie

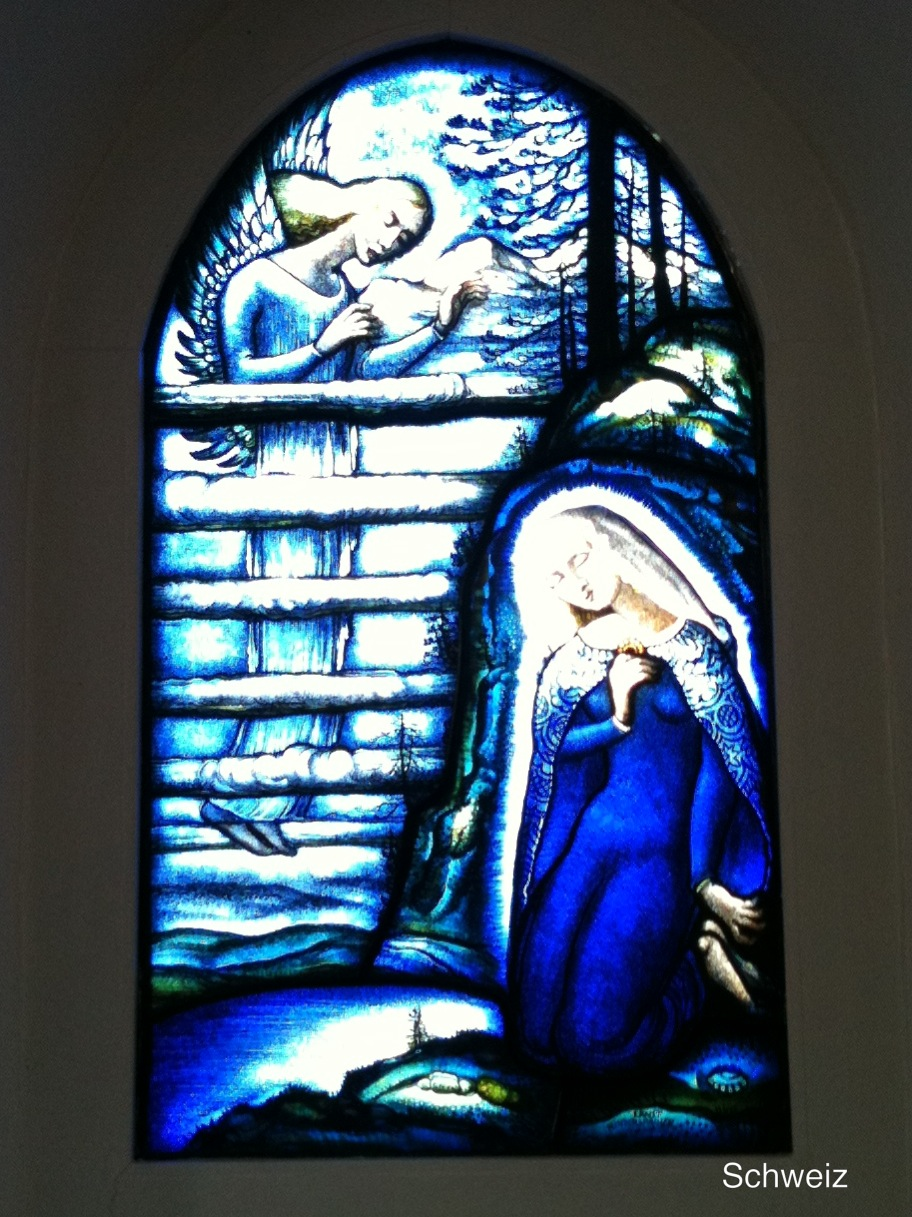
Glasfenster (Verkündigung an Maria)
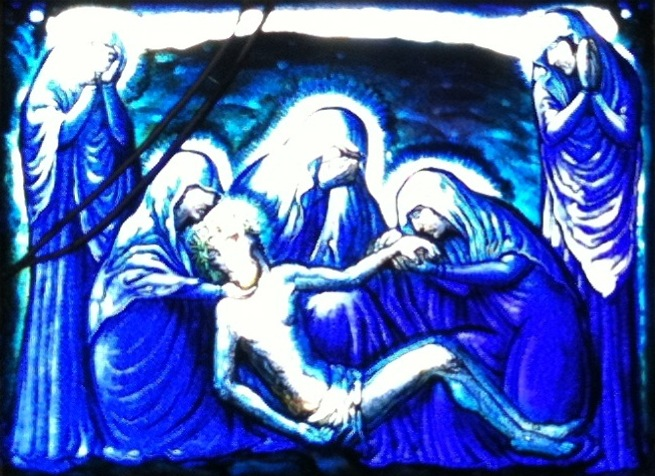
Glasfenster (Abnahme des toten Jesus vom Kreuz)
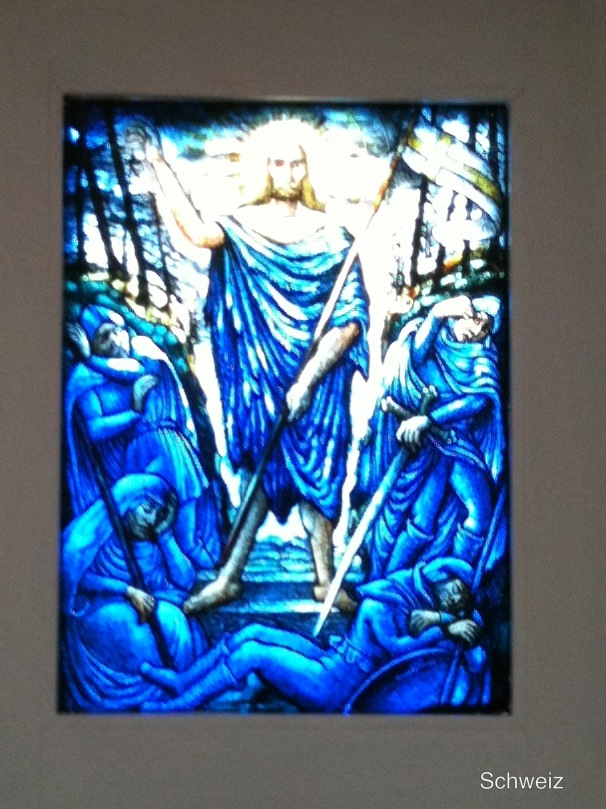
Glasfenster (Jesus der Auferstandene mit Siegesfahne)
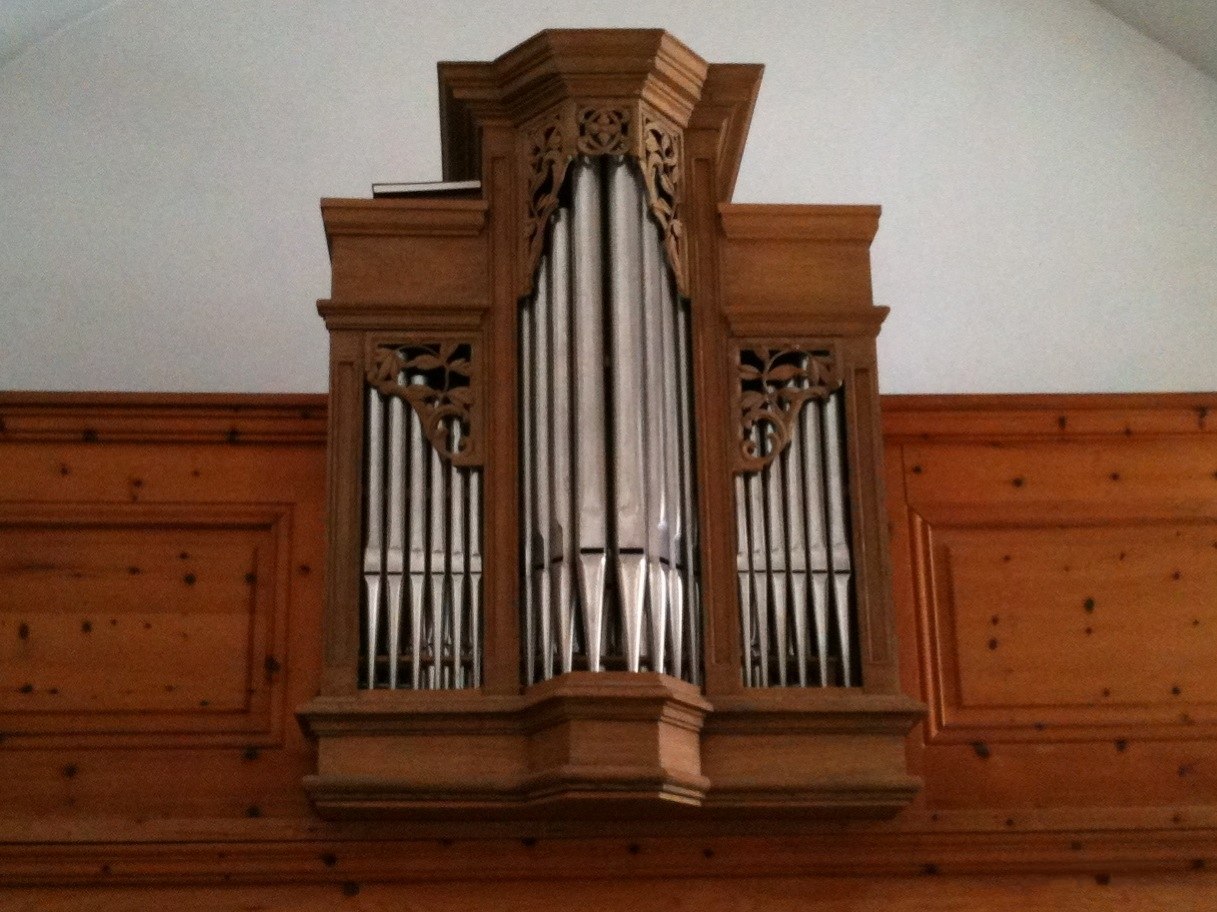
Orgel